# Coralaxius
Coralaxius is een geslacht van kreeftachtigen uit de klasse van de Malacostraca (hogere kreeftachtigen).

## Soorten
- Coralaxius galapagensis Kensley, 1994
- Coralaxius indopacificus Kensley, 1994
- Coralaxius nodulosus (Meinert, 1877)